# Paróquia de Nossa Senhora de Belém de Rio de Mouro

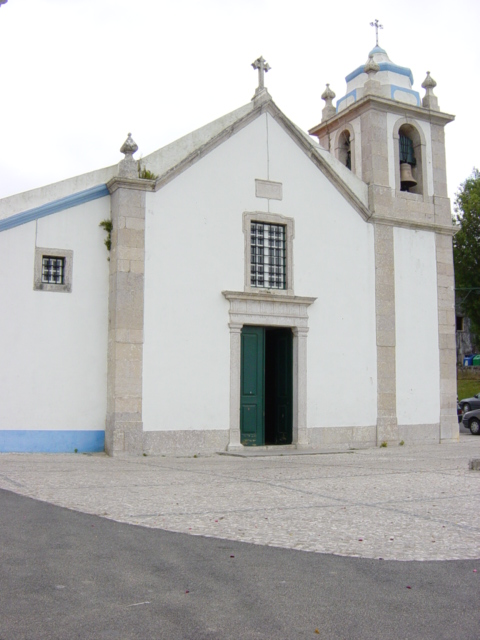
Igreja de Nossa Senhora de Belém, Rio de Mouro (séc. XVI)

A paróquia de Nossa Senhora de Belém de Rio de Mouro é uma paróquia da vigararia de Lisboa VI, Patriarcado de Lisboa, que abrange a área da freguesia de Rio de Mouro, concelho de Sintra.
A paróquia localiza-se numa área que nos últimos anos registou um grande desenvolvimento: Rio de Mouro é uma freguesia que no seu conjunto atinge neste momento aproximadamente os 50.000 habitantes distribuídos pelas várias localidades da freguesia.

## História
Não se sabe ao certo como e quando nasceu a povoação de Rio de Mouro. Há notícias desta terra na Idade Média; documentos do século XV dão-nos conta de contratos de arrendamento de terrenos agrícolas propriedade de residentes em Rio de Mouro.
As referências da zona de Albarraque na atual Freguesia de Rio de Mouro, remontam à presença Árabe, anteriores ao Seculo XII.
E às batalhas de D. Afonso Henriques, na conquista de Sintra aos mouros, datadas dos anos de 1146 e 1147.
A importância de Rio de Mouro no seio do concelho de Sintra foi aumentando à medida que nos aproximamos dos nossos dias. Em 1563, o cardeal D. Henrique, tio-avô de D. Sebastião, que poucos anos depois iria governar o País, sucedendo a D. Sebastião, toma uma importante medida para o futuro de Rio de Mouro: manda construir aqui uma igreja da invocação de Nossa Senhora de Belém, para repouso dos frades do Mosteiro dos Jerónimos. Será em redor desta igreja, a partir daí, que se desenvolverá a população na origem da actual freguesia que em 1839 pertencia à comarca de Torres Vedras, tendo passado em 1852 para a comarca de Sintra.
A igreja matriz, dedicada a Santa Maria de Belém, é o monumento mais significativo da paróquia. Templo de três naves, tem o altar-mor e os altares laterais em talha dourada. No altar-mor, pode observar-se um excelente retábulo de fabrico artesanal mas de autor desconhecido.
Documentação mais antiga que se conhece data de 1608 e encontra-se na Torre do Tombo (Registos Paroquiais- Livro 1º dos Mistos da Freguesia de Rio Mouro): documento que nos refere que no ano de 1608 António Fernandes Pinheiro era o padre cura, e que em 1615 o pároco era João Manuel. Depois de 1636 foi o padre Tomás de Carvalho que se encontra à frente da paróquia.
Nas "Memórias Paroquiais de 1758", o pároco local refere que a povoação é constituída por 591 habitantes.
Descrições mais precisas do templo datam do século XVIII, mais concretamente de 1760, num documento das "Visitações" que se encontra no Arquivo da Cúria Patriarcal de Lisboa:
"É curato anual apresentado pelo povo o qual lhe faz a côngrua, e esta não é certa. É anexa da freguesia de S. Pedro da Vila de Sintra e paga ao pároco desta de reconhecimento dois mil reis cada um ano"

## Locais de Culto
- Igreja de Nossa Senhora de Belém, Rio de Mouro Velho (Igreja Matriz)
- Igreja de Nossa Senhora da Paz, Rio de Mouro (Igreja Paroquial)
- Capela de Santa Margarida, Albarraque
- Igreja da Sagrada Família, Tabaqueira
- Serra das Minas (está-se a proceder à recolha de fundos para a construção da Igreja do Espírito Santo)

## Ligações Externas
- Paróquia de Nossa Senhora de Belém de Rio de Mouro